# Morti nel 1033
| Questa pagina contiene informazioni ricavate automaticamente dalle voci biografiche con l'ausilio del template Bio e di un bot. L'aggiornamento è periodico e automatico e ricostruisce completamente la pagina. Se manca una persona in questa lista, sei pregato di non aggiungerla, ma accertati piuttosto che la sua voce biografica contenga il template Bio e che i dati anagrafici siano correttamente compilati. Se il template Bio manca, inseriscilo tu stesso o, in alternativa, metti l'avviso {{tmp\|Bio}} che ne segnala la mancanza. Se i dati riportati sono sbagliati, correggi direttamente la voce biografica; le modifiche saranno visibili in questa lista entro pochi giorni. Per chiarimenti vedi il progetto biografie. La lista contiene solo le 10 persone che sono citate nell'enciclopedia e per le quali è stato implementato correttamente il template Bio. Pagina aggiornata al 18 ago 2025. |

- 15 gennaio - Dudone, vescovo italiano
- 22 maggio - Federico III di Lotaringia, conte
- Ibn al-Dhahabi, medico e chimico arabo
- Elena Argiro, regina georgiana
- Baldovino II di Boulogne, conte
- Enrico I di Zutphen, nobile olandese
- Rhydderch ab Iestyn, sovrano
- Melchisedec I, vescovo e santo georgiano
- Tryggvi il Pretendente, condottiero norrena
- Landolfo V di Benevento, principe